# Sergio d’Avila Aguinága
Sergio d’Avila Aguinága (Rio de Janeiro 19 de junho de 1922 – Rio de Janeiro, 20 de junho de 2014) foi um médico brasileiro.
Foi eleito membro da Academia Nacional de Medicina em 1980.